# Gewoon kantmos
Gewoon kantmos (Lophocolea bidentata) is een soort folieus levermos uit het geslacht kantmos (Lophocolea). De soort komt voor in Noord-Europa en groeit op vochtige grond en in moerassen. Het geurt sterk naar vochtige bosgrond.

## Determinatie
Gewoon kantmos is een folieus levermos dat matten kan vormen. Het zijn en gelige tot witgroene, doorschijnende planten die tot 3 cm lang en 3 mm breed kunnen worden. Ze zijn slechts licht vertakt en hebben aan de onderzijde weinig rizoïden. Als ze jong zijn, geven de planten bij het pletten een merkbare geur af. De ondervoorbeet, vertakte flankbladeren zijn in de lengte bijna volgroeid en verdeeld in twee lange, puntige, driehoekige lobben over ongeveer een kwart van de bladlengte. De kleine onderbladen zijn diep verdeeld in twee kolommen en hebben aan de buitenranden een tand. De vorming van sporogons komt zelden voor omdat de planten meestal met gescheiden geslachten groeien. Het eivormige perianth is ver naar beneden driehoekig. De gladde sporen zijn niet groter dan 18 µm in diameter.
Het blad is aan de basis breder dan aan de top. Het blad heeft twee scherpe toppen. Aan die bladvorm dankt het mosje een van zijn namen: het was Huib de Miranda die de gelijkenis met een ingedeukte Sinterklaasmijter opviel en het plantje halverwege de twintigste eeuw in de NJN-mossentabel de naam 'platgeslagen sinterklaasmutsjesmos' gaf.

## Ecologie
Gewoon kantmos groeit het liefst op vochtige standplaatsen op grond tussen andere mossen en grassen. Het wordt ook vaak aangetroffen op verrot hout. Het bewoont ook eutrofe en verstoorde plaatsen.

## Verspreiding
Het komt voor van de vlakten tot de bergachtige niveaus in de boreale klimaatzones van het noordelijk en zuidelijk halfrond (circumboreaal).

## Fotogalerij

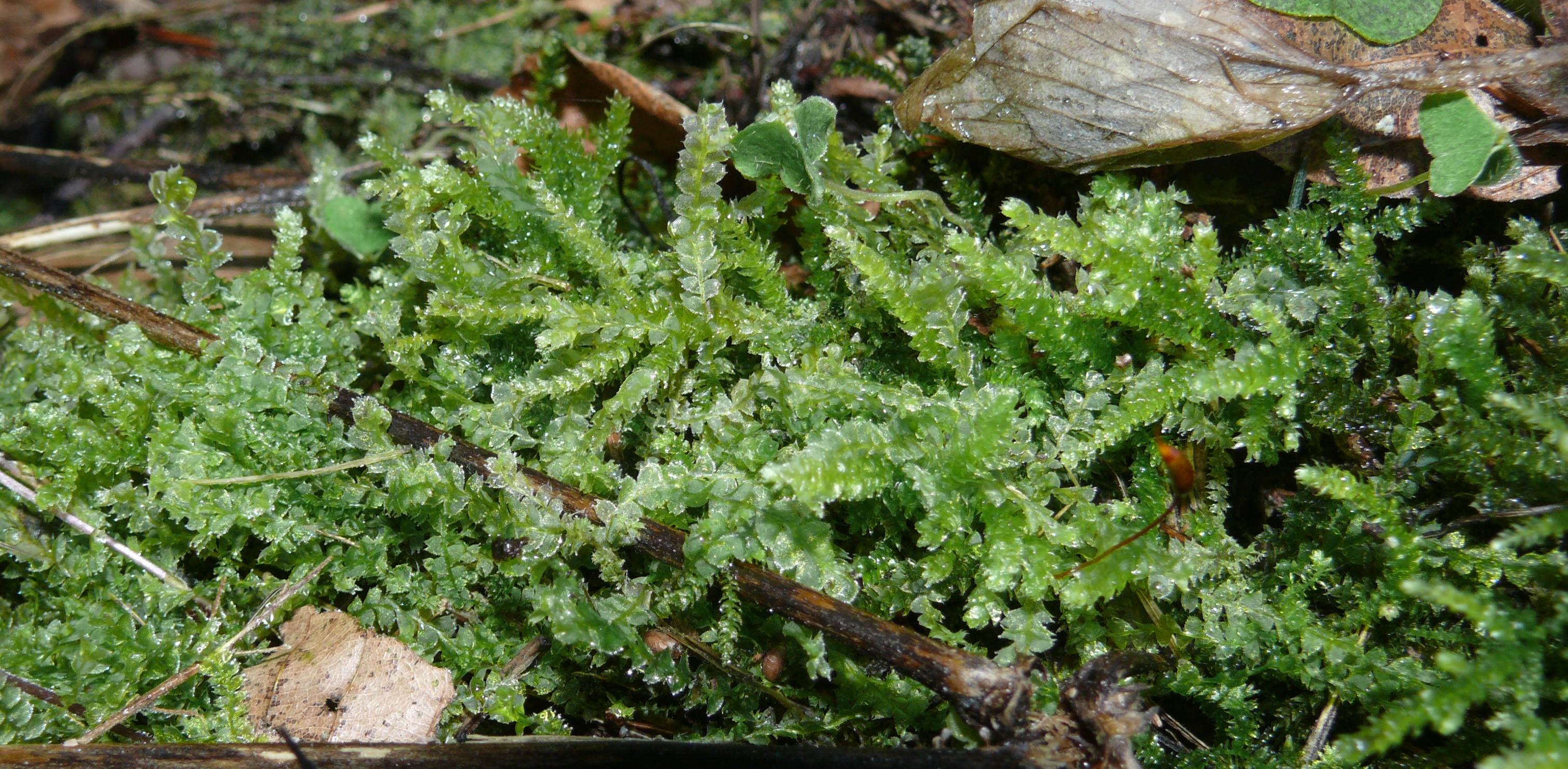
Plantjes op bodem
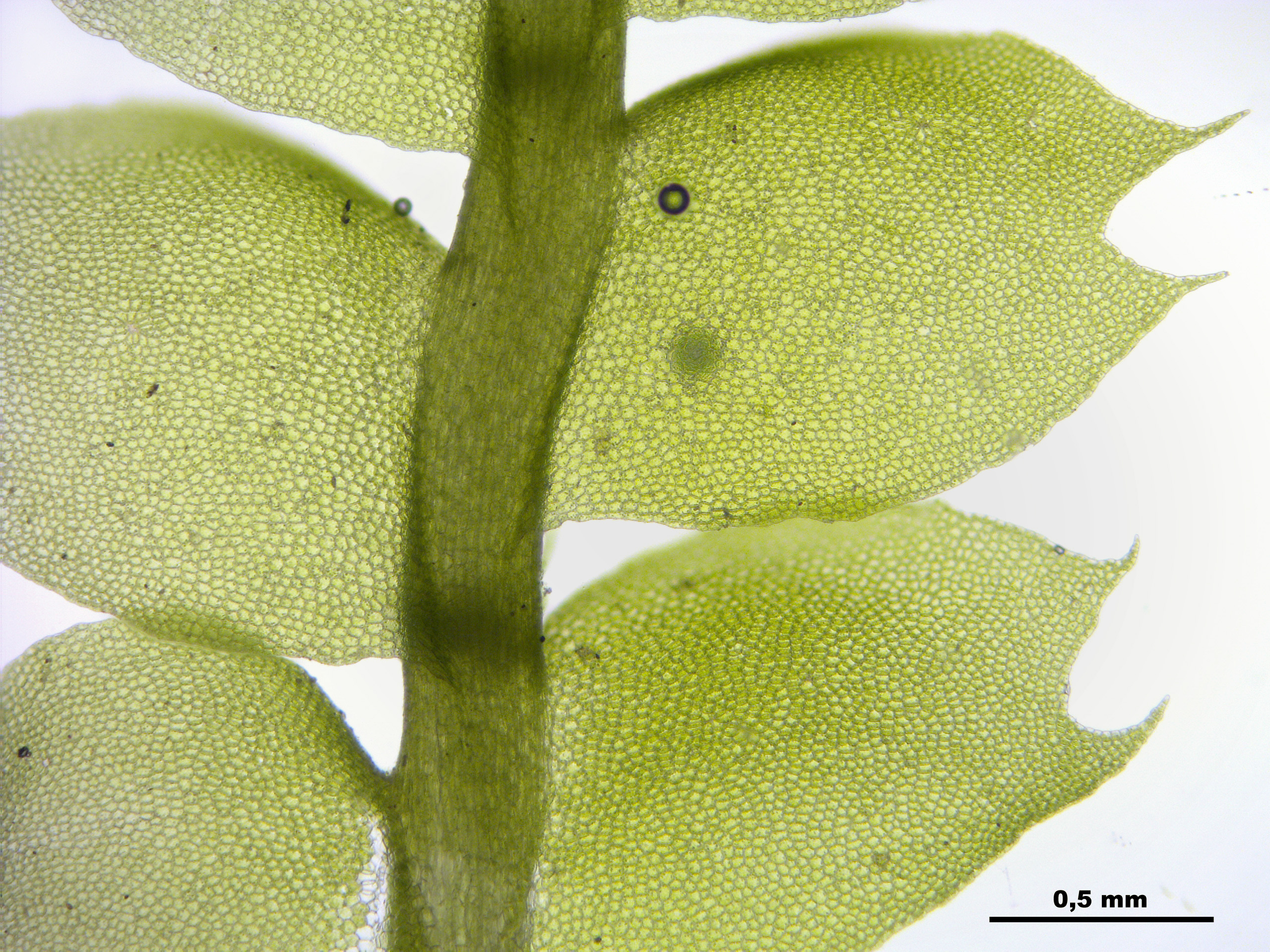
Stengel met blaadjes
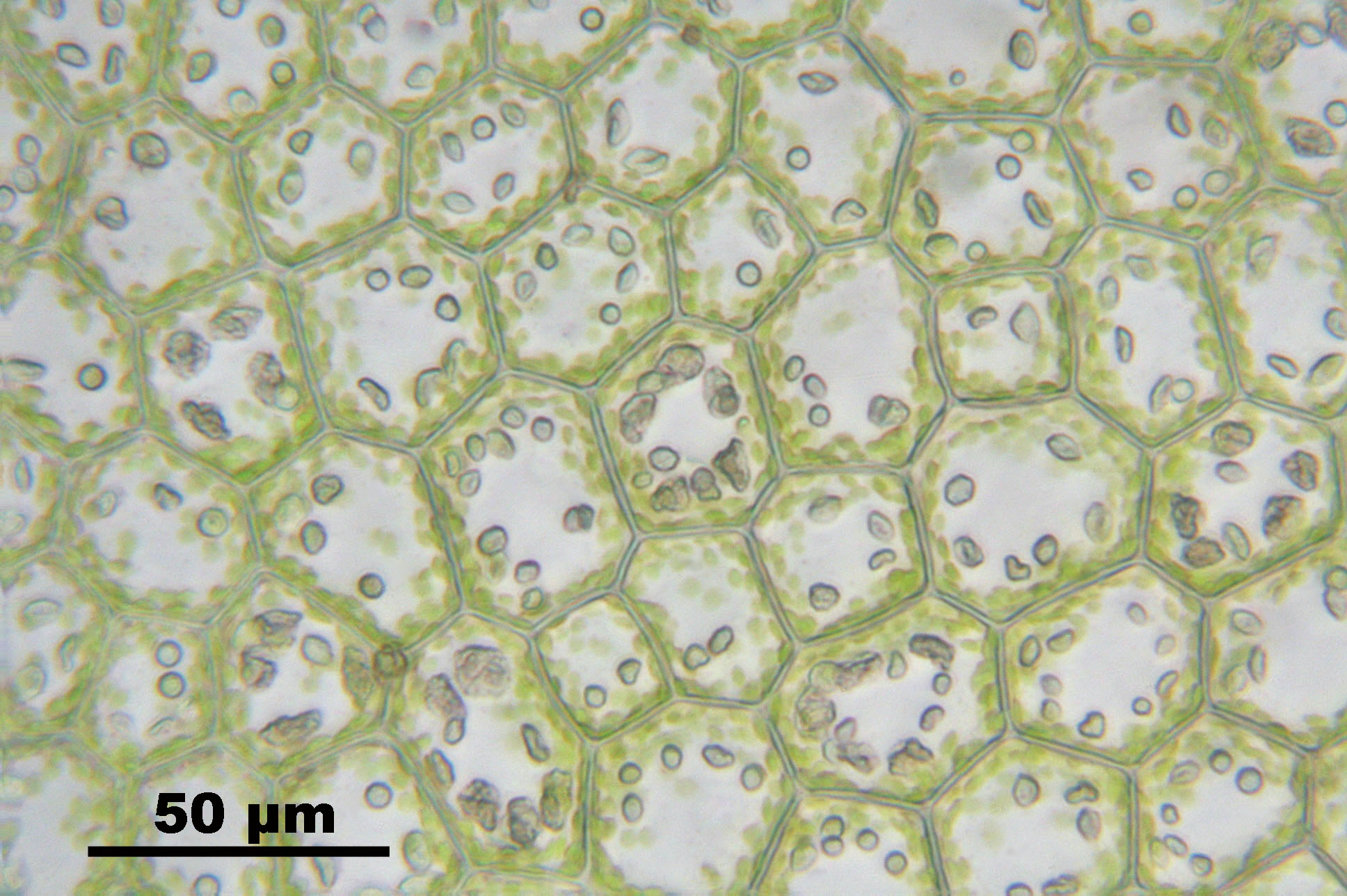
Bladcellen met chloroplasten en olielichaampjes
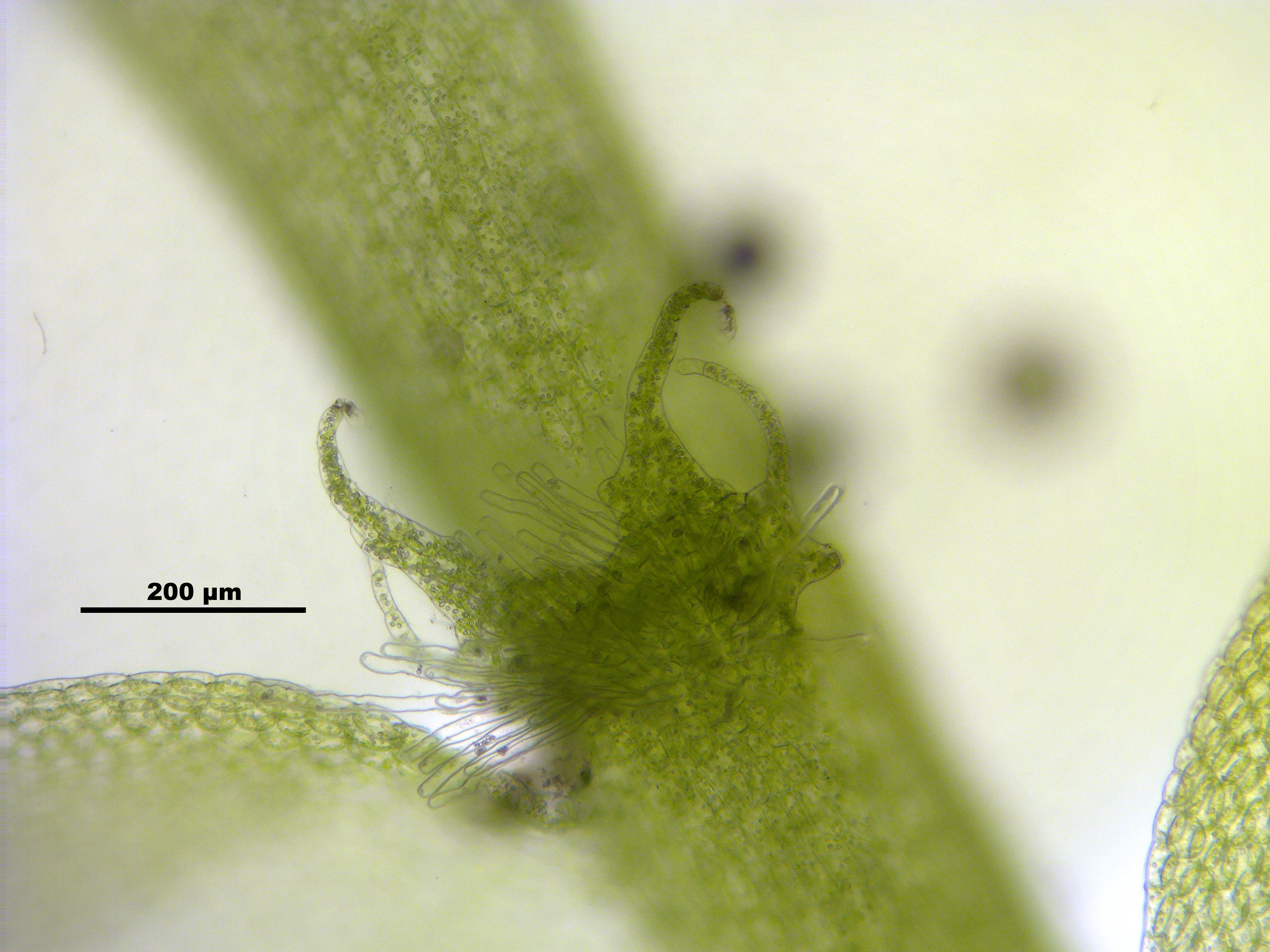
Onderblad met kliercellen